# Vierseithof Altwahnsdorf 44 (Radebeul)
Der Vierseithof Altwahnsdorf 44, auch als Türkehof bekannt, liegt im Stadtteil Wahnsdorf der sächsischen Stadt Radebeul, östlich des Angers dort, wo von der Straße Altwahnsdorf nach Norden die Reichenberger Straße abzweigt.

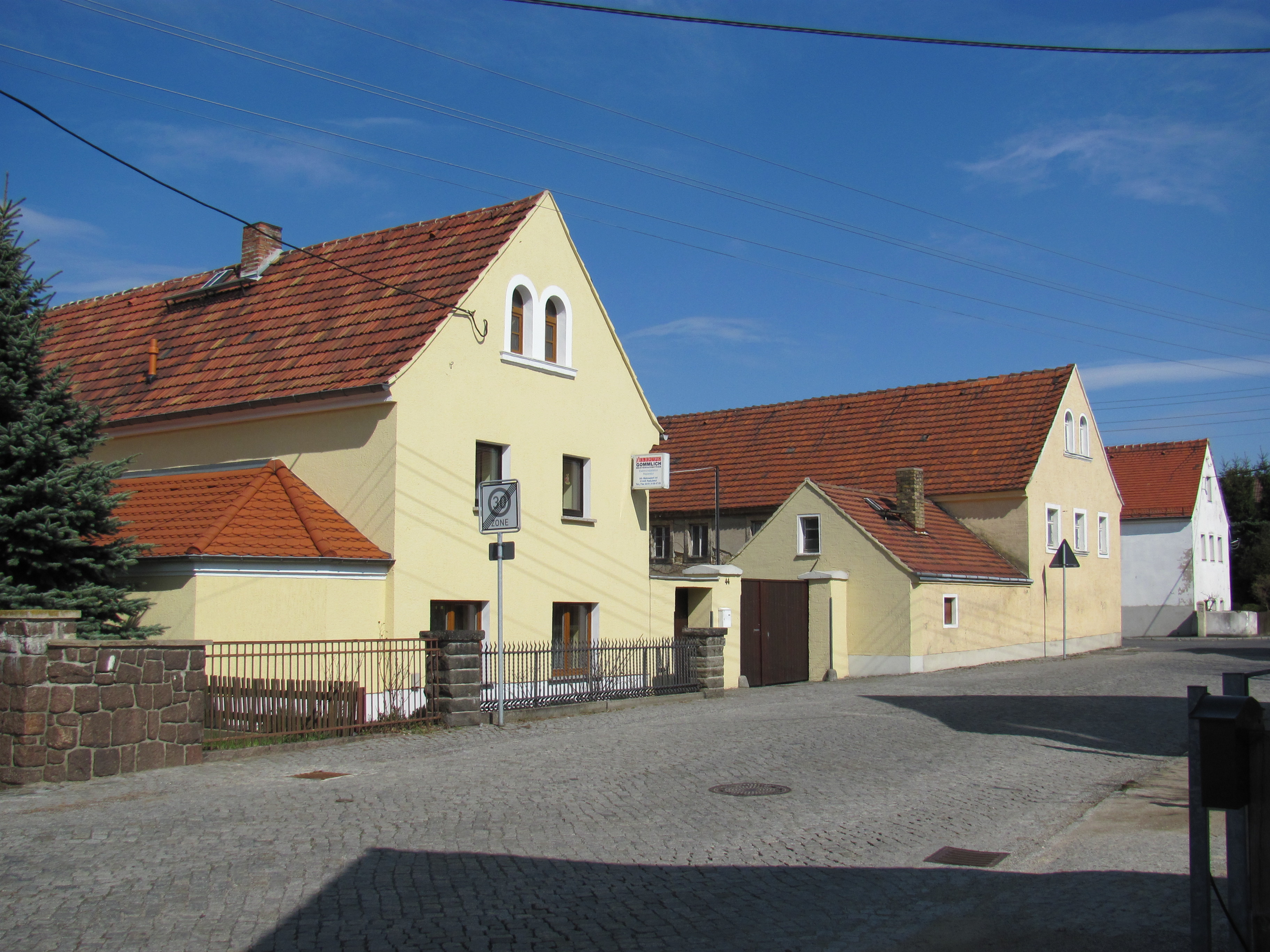
Bauernhof Altwahnsdorf 44; an der Ecke vor dem weißen Gebäude rechts steht eine der beiden Wahnsdorfer Wegweisersäulen

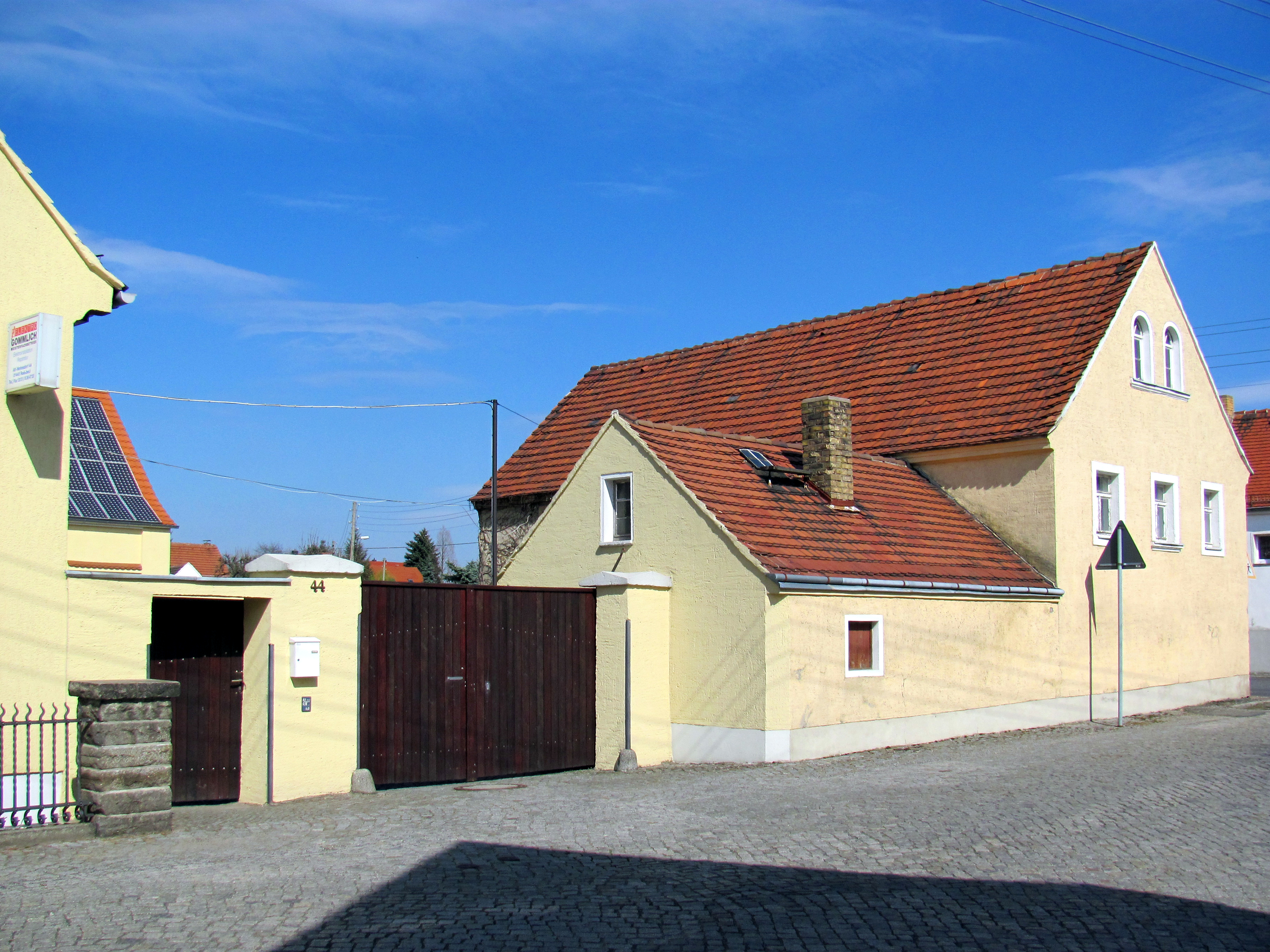
Bauernhof Altwahnsdorf 44: Tor und Kumthalle mit links angebautem Nebengebäude.

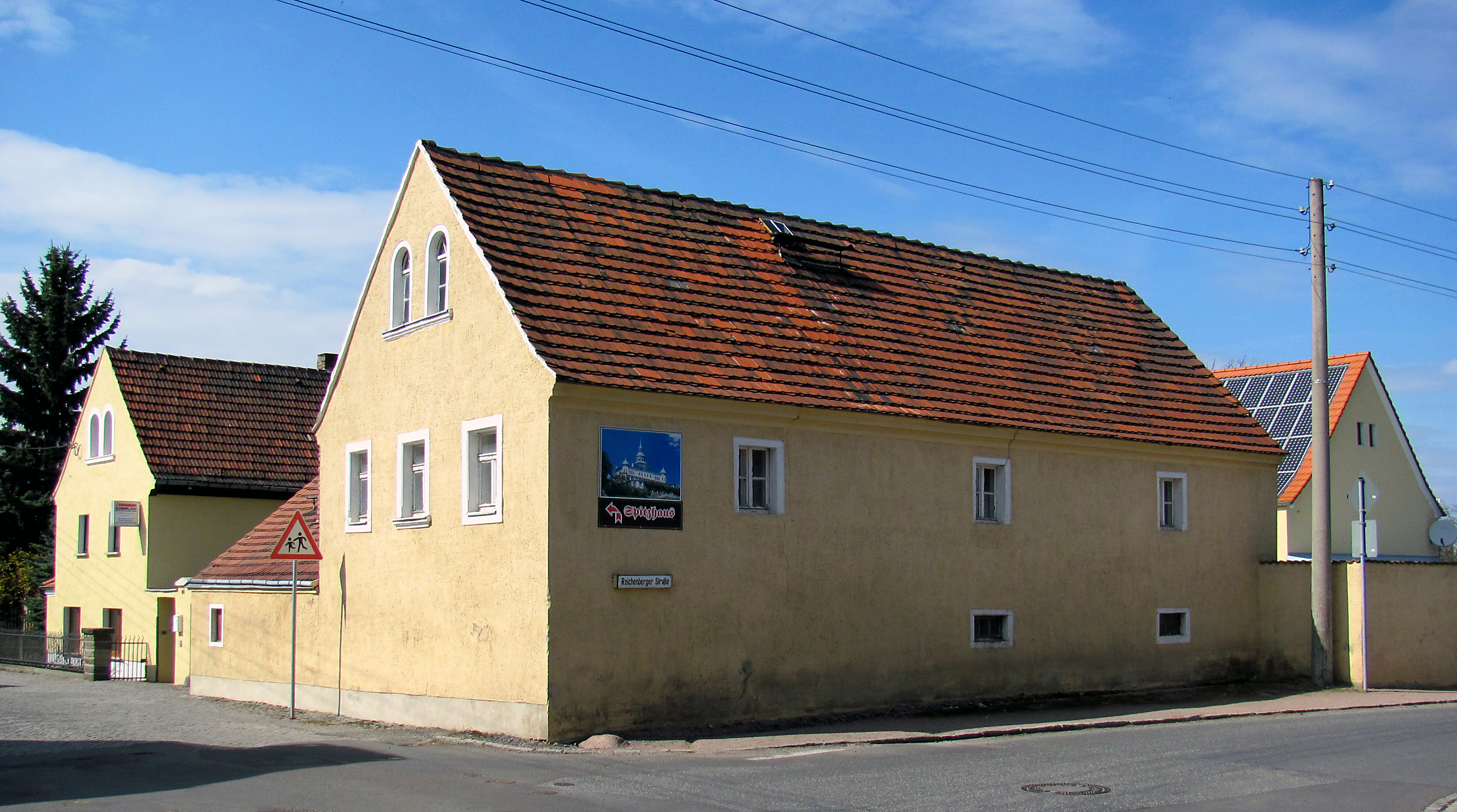
Bauernhof Altwahnsdorf 44, vom Straßenabzweig aus: Kumthalle mit links angebautem Nebengebäude, links das Wohnhaus, rechts im Hintergrund die Scheune.

## Beschreibung
Das Kulturdenkmal wird in der Denkmaltopografie wegen des sich an der Straßenfront neben dem Tor befindlichen Nebengebäudes als Vierseithof angesprochen, nach dem Ende der Landwirtschaft 1982 sind die Gebäude als Resthofstelle anzusehen.
Von der Toranlage aus wird der rechteckige Bauernhof durch zwei hakenförmige Baustrukturen begrenzt. Auf der linken Seite Richtung Anger und Feld steht zuerst giebelständig zur Straße Altwahnsdorf das langgestreckte und schlicht verputzte Wohnhaus mit zwei Geschossen, ziegelgedecktem Satteldach und ehemals mit Weinspalieren. In der zweiachsigen Giebelwand findet sich oben im Giebel ein Rundbogen-Zwillingsfenster. An das Wohnhaus folgt in der Flucht ein weiteres, etwas kürzeres Gebäude mit ebenfalls zwei Geschossen. An dieses schließt sich im Rechten Winkel die mächtige, denkmalgeschützte Scheune mit Satteldach an, die den Hof nach hinten begrenzt.
Rechts der Toranlage steht mit dem ebenfalls denkmalgeschützten Seitengebäude mit Kumthalle ein kleines, eingeschossiges Nebengebäude, dessen Satteldach traufständig zu Altwahnsdorf verläuft. Dieser Bau ist rechtwinklig angesetzt an die wieder giebelständige zweigeschossige Kumthalle, die auf den beiden Fluchtlinien der Straßenecke steht und in etwa der Länge des Wohnhauses die Begrenzung zur Reichenberger Straße bildet. In der Hofwand der Kumthalle befinden sich zwei stichbogige Öffnungen mit Schlusssteinen, von denen einer ein Pferderelief trug und der andere die Datierung auf 1862. Die gekoppelten Öffnungen werden mittig durch eine Sandsteinsäule gestützt. Über dem Stall und der Kumthalle wohnte früher die Mägde und Knechte.
Die zwischen Kumthalle und Scheune verbleibende Hofzufahrt an der Reichenberger Straße ist durch Mauern und niedrige Funktionsgebäude zugesetzt.

## Geschichte
Die Gesamtanlage wurde Anfang bis Mitte des 19. Jahrhunderts errichtet, die Kumthalle stammt von 1862. Die Scheune wurde 1899 durch den Eigentümer Gottlieb Türke erneuert. Nach einem durch Brandstiftung ausgelösten Feuer im August 1913 wurde die zerstörte Scheune nach einem Entwurf des Baumeisters Alwin Höhne durch den Hofbesitzer Otto Türke wieder aufgebaut. Diese Ereignisse werden von einer Inschrifttafel festgehalten.